# Kashira
Kashira (em russo:  Каши́ра) é uma cidade e a capital do distrito de Kashirskiem do Oblast de Moscou, na Rússia.
Localizada às margens do rio Oka, ela fica a 115 quilômetros (71 mi) ao sul de Moscou. Em 2010 sua população era 41.870.

## História
Kashira foi mencionada pela primeira vez em 1356, como a aldeia de Koshira (em russo:  Кошира), nome este em referência ao rio Koshira (hoje rio Kashirka). No entanto, 1619 é considerado o ano de fundação de Kashira, quando a cidade foi transferida da margem esquerda do rio Oka para a margem direita, cerca de 5 quilômetros rio acima, e reconstruída após ter sido seriamente danificado pelos tártaros da Crimeia em 1592 e 1596.
A cidade já foi o lar do exilado Cã do Canato de Cazã Ghabdellatif. O brasão de armas de Kashira contém a imagem de um Zilant, um símbolo heráldico de Cazã.
O estatuto da cidade foi concedido a Kashira em 1777.

## Estatutos administrativo e municipal
No âmbito das divisões administrativas, Kashira serve como o centro administrativo do distrito de Kashirsky. Como uma divisão administrativa, forma, junto com cinco localidades rurais, o distrito de Kashirski, como a cidade de Kashira. Como uma divisão municipal, a cidade de Kashira é parte do distrito municipal de Kashirski como o estabelecimento urbano de Kashira.

## Economia
Uma grande usina termelétrica opera em Kashira e é o principal empregador da cidade.